# Holden Arboretum
El Arboreto Holden (en inglés: The Holden Arboretum), es un área preservada de Naturaleza, arboreto, y jardín botánico, en Kirtland, Ohio, Estados Unidos.
Es uno de los mayores arboretos y jardines botánicos, en los Estados Unidos, con más de 3.600 acres (1 456 hectáreas), 600 acres (243 ha) de los cuales están dedicados a las colecciones y jardines. Diversas áreas naturales y de los hábitat ecológicamente sensibles conforman el resto de las participaciones. La colección del Arboreto incluye 9.400 tipos diferentes de plantas leñosas, que representan 79 familias de plantas.
Este arboreto forma parte del American Public Gardens Association, del Botanic Gardens Conservation International, Center for Plant Conservation y del Plant Conservation Alliance.
Su código de reconocimiento internacional como institución botánica (en el Botanical Gardens Conservation International BGCI), así como las siglas de su herbario es HOL.

## Localización
The Holden Arboretum 9500 Sperry Road Kirtland, Lake County, Ohio, OH 44094-5172 United States of America-Estados Unidos de América.
Planos y vistas satelitales.41°36′45.21″N 81°18′4.84″O / 41.6125583, -81.3013444
- Promedio Anual de Lluvias: 1150 mm
- Altitud: 347 m s. n. m.

Se encuentra abierto a diario.

## Historia
El Arboreto está nombrado en honor de Albert Fairchild Holden, un ingeniero y ejecutivo de la minería, que había considerado hacer al Arnold Arboretum de la Universidad de Harvard su beneficiario.
Sin embargo, su hermana, Roberta Holden Bole, lo convenció de que Cleveland se merecía su propio jardín botánico. Por lo tanto el señor Holden estableció un arboreto en memoria de su difunta hija, Elizabeth Davis.
Cuando murió en 1913 a los 46 años, el señor Holden dejó un contrato de fideicomiso en el que ponía la condición de que los fondos fuerán designados para un arboreto. Después de un estudio de posibles sitios, Roberta Holden Bole y su marido, Benjamin P. Bole, donaron 100 acres (40 ha) en Kirtland Township.
En 1931 el Tribunal de Causas Comunes del Condado de Cuyahoga aprobó el establecimiento del "Holden Arboretum". En diciembre de 1988, 75 años después de la donación original de Albert Fairchild Holden, el Fideicomiso Holden comenzó a beneficiar al arboreto como él y tantos otros había imaginado.
Su dotación permanente, junto con las donaciones de otros colaboradores y seguidores, hacen posible el desarrollo de un arboreto realmente de primera clase.

## Colecciones
Especializada en las plantas leñosas que se pueden cultivar en el clima del norte de Ohio, Holden tiene una serie de especímenes obtenidos durante los viajes de recolección silvestre, especialmente en China y Corea cerca del paralelo 40, zonas con un clima similar al noreste de Ohio.
Holden alberga a dos National Natural Landmark, a los que se accede por rutas guiadas de senderismo, y es representante del Medio Oeste para "The Center for Plant Conservation".
El arboreto Holden alberga 9994 accesiones de plantas y 5418 taxones en cultivo.
Entre sus colecciones de plantas son de destacar las familias:Ericaceae, Pinaceae,
Y los géneros: Acer (41 spp., 148 taxones), Viburnum (27 spp., 67 taxones), Malus (19 spp., 164 taxones), Syringa (12 spp., 168 taxones), Rhododendron (54 spp., 757 taxones), Magnolia (19 spp., 132 taxones), Betula (24 spp., 42 taxones), plantas nativas de Ohio (478 taxones), árboles con nueces (132 taxones), setos (25 taxones).

## Las mayores secciones
- The Display Garden mantiene un conjunto paisajístico de Lilac, Viburnum, bulbos y plantas que las acompañan.

- The Helen S. Layer Rhododendron Garden alberga Ericas y Hamamelis en marzo, durante todo el otoño Callunas y Hamamelis nativos en octubre y noviembre, con más de 1,200 plantas de rhododendron y sobre unas 100 plantas de laurel de montaña. Esta jardín tiene un bosque maduro de robles, hayas, y acer

- The Hedge Garden, en el Display Garden, vitrinas 27 coberturas varían en tamaño de 2 a 8 pies (0.5 a 2.5 m) de altura. Algunos son de hoja perenne, algo caduco, y algunas son plantas de barrera de espinas.

- The Conifer and Magnolia Collections alberga a más de 135 magnolias, y unas 470 coníferas que representan a pinos, piceas, y abetos.

Otras colecciones importantes de valor científico, pero de difícil acceso para el visitante ocasional incluyen arce, Crataegus, árboles con nueces, y diversas especies de árboles (una gran plantación de árboles caducifolios).

## Política aplicada en el Holden Arboretum
El mantenimiento de la seguridad pública en el Holden Arboretum es responsabilidad del "Holden Arboretum Police Departament" (Departamento de Policía) (HAPD), un departamento que ofrece servicios policiales a la zona del Holden Arboretum. El área geográfica que Holden tiene propiedades dentro comprende dos condados de Lake y de Geauga y 5 municipios.
Operando bajo los auspicios de "The Holden Arboretum", el HAPD es parte integral de la misión de Holden de proporcionar un ambiente que permita la formación, la investigación, la conservación y que las colecciones existentes prosperen.
El Arboreto Holden conecta a las personas con la naturaleza en busca de inspiración y disfrute, fomenta el aprendizaje y promueve la conservación.

## Actividades
Las actividades en, por o con el Arboretum Holden se llevarán a cabo en coordinación con la misión que se ha encomendado. El Arboretum Holden logra esta misión principalmente a través:
- La adquisición, visualización y mantenimiento de las colecciones hortícolas documentadas.
- Ofrecer programas educativos sobre las plantas y la naturaleza, con énfasis en la gestión ambiental.
- La realización de investigaciones científicas sobre las plantas y la ecología y la difusión de resultados de investigación.
- Involucrar a las personas con el mundo natural para mejorar el aprendizaje fundamental, el bienestar y la salud.
- Áreas naturales para conservar y proteger los espacios verdes y los ecosistemas sensibles.

## Áreas naturales
La mayoría de la tierra en el Arboreto Holden se mantiene en un estado natural. A pesar de que da la apariencia de ser virgen, siempre están siendo tomadas decisiones cruciales para mantener la diversidad y la salud de estas áreas.
El objetivo de la gestión de las áreas naturales es mantener y en última instancia, aumentar la diversidad de especies de la flora y la fauna. Con el fin de preservar los hábitat nativos, las encuestas de la comunidad de plantas se llevan a cabo por el personal de Holden para inventariar la composición de la flora existente. La gestión inteligente de las áreas únicas como "Bole Woods", "Pierson Creek Valley", "Stebbins Gulch", y "Little Mountain", no puede comenzar hasta que haya una comprensión de las comunidades de plantas que comprenden estas áreas. Para limitar los daños, a áreas como "Stebbins Gulch" y "Little Mountain" sólo se puede acceder por los visitantes en las visitas guiadas. y abarca la mayoría de las tierras.
Las enfermedades, plagas y amenazas humanas tienen el potencial de afectar gravemente a estas áreas naturales. A fin de reducir el efecto de estos problemas deben ser supervisados e investigados. Temas críticos actuales en estudio incluyen: las explosiones poblacionales de la polilla Lymantria dispar y la población de los ciervos, enfermedad de la corteza del haya, y la calidad del agua.

## Eventos especiales
"The Holden Arboretum" alberga una serie de eventos especiales y exposiciones sobre los jardines, diseñados para ayudar a las personas a conectarse con la Naturaleza y disfrutar del aire libre.
Los eventos anuales incluyen el Arbor Day celebración del día en primavera con diversas actividades familiares; Goblins in the Garden, una amistosa celebración de Halloween para toda la familia.
Exposiciones especiales han incluido "David Rodgers Big Bugs" (2005); "The Holden Express Garden Railroad", creado por el artista Paul Busse (2007); "Gnome and Garden", con 20 gnomos de jardín de 5 pies de altos decorados por artistas de la región (2011) y "Vanishing Acts: Trees Under Threat", una exposición itinerante creada por el Morton Arboretum.